# R
R, r (эр) — 18-я буква базового латинского алфавита. 
В Международном фонетическом алфавите буква обозначает альвеолярный дрожащий согласный [r], но в лингвистических работах часто используется для обозначения любых похожих звуков, в том числе одноударного альвеолярного согласного [ɾ]. 
В латинском языке эта буква называется «эр», такое же или примерно такое же название сохранилось во французском, немецком и многих других языках. В английском алфавите называется ар ([ɑː], [ar]), а в итальянском и испанском — эррэ.
В латинизации литературного китайского языка путунхуа (пиньине) буквой r обозначается звук [ʐ]. При кириллизации этот звук передаётся буквой Ж.
Во вьетнамской латинице буква r означает звук [z].
Латинская буква R произошла от греческой ро (ρ).

## Употребление
- В физике:
  - R — универсальная газовая постоянная.
  - R — электрическое сопротивление проводника. Также обозначение резистора на электрических схемах.
- В геометрии — символ радиуса окружности или сферы.
- В Системе рейтингов Американской киноассоциации — знак возрастного ограничения в американской киноиндустрии.
- R (язык программирования)
- На автомобильных коробках переключения передач буквой R обозначается передача заднего хода (англ. reverse).

| Название по-русски: Эр. Код НАТО: Romeo (/ˈroːmiˑo/, [ромео]). Азбука Морзе: ·−· |                   |                                     |        |
| \| ● \| ○ \| \| ● \| ● \| \| ● \| ○ \| Шрифт Брайля                              | Семафорная азбука | Флаги международного свода сигналов | Амслен |
| ●                                                                                | ○                 |                                     |        |
| ●                                                                                | ●                 |                                     |        |
| ●                                                                                | ○                 |                                     |        |